# Comuna Hreșceate, Kozeleț
Hreșceate (în ucraineană Хрещате) este o comună în raionul Kozeleț, regiunea Cernihiv, Ucraina, formată din satele Halciîn și Hreșceate (reședința).

## Demografie
Componența lingvistică a comunei Hreșceate
     Ucraineană (99,64%)
     Alte limbi (0,21%)
Conform recensământului din 2001, majoritatea populației comunei Hreșceate era vorbitoare de ucraineană (99,64%), existând în minoritate și vorbitori de alte limbi.